# ویگور بوولنتا
ویگور بوولنتا (ایتالیایی: Vigor Bovolenta؛ ۳۰ مهٔ ۱۹۷۴ – ۲۴ مارس ۲۰۱۲) بازیکن والیبال اهل ایتالیا بود. او از سال ۱۹۹۵ تا ۲۰۰۸ عضو تیم ملی والیبال ایتالیا بود و جزو بازیکن‌های نسل طلایی ایتالیا به شمار می‌رفت. ویگور در رده باشگاهی نیز سابقه عضویت در تیم‌های پورتو راونا، توری فرارا، رم، پالرمو، مودنا، پیاچنزا، پروجا و فورلی را در کارنامه خود داشت.
ویگور در ۲۴ مارس ۲۰۱۲ با یک بیماری و شوک ناگهانی در طول مسابقه تیم فورلی مقابل تیم ماچراتا در چهارچوب رقابت‌های سری آ والیبال ایتالیا در حالیکه چند دقیقه بیشتر از بازی نگزشته بود دچار ایست قلبی شد و در کنار زمین به بیمارستان انتقال یافت و بعد از یک ساعت جان خود رااز دست داد. مراسم خاک سپاری بوولنتا با حضور خانواده، مربیان و ورزشکاران، سیاست مداران و بیش از سه هزار نفر از مردمدر کنار کلیسایی در شهر کاتک برگزار شد. مسئولان فدراسیون والیبال ایتالیا بعد از برگزاری بازی دوستانه مقابل تیم ملی فرانسه مراسم بزرگداشتی را برای او برگزار کردند. مدال نقره المپیک ۱۹۹۶ آتلانتا، دو مدال طلا قهرمانی اروپا، چهار مدال طلا لیگ جهانی و یک مدال طلا جام جهانی دست‌آوردهای بوولنتا در زمان عضویتش در تیم ملی ایتالیا بود. سه قهرمانی لیگ قهرمانان والیبال اروپا، دو قهرمانی لیگ سری آ، دو قهرمانی چلنج کاپ، دو قهرمانی سوپر کاپ اروپا و یک قهرمانی جام باشگاه‌های جهان از دست‌آوردهای ویگور در رده باشگاهی به حساب می‌آمد. او یکی از دریافت کنندگان شوالیه شایستگی رئیس جمهوری ایتالیا در سال ۲۰۰۰ رم بود.